# Franklin River (vattendrag i Australien, Victoria)
Franklin River är ett vattendrag i Australien. Det ligger i delstaten Victoria, omkring 150 kilometer sydost om delstatshuvudstaden Melbourne.
Genomsnittlig årsnederbörd är 1 301 millimeter. Den regnigaste månaden är juni, med i genomsnitt 181 mm nederbörd, och den torraste är januari, med 57 mm nederbörd.